# Kerim Engizek
Kerim Engizek (* 13. Mai 1991 in Düsseldorf) ist ein türkischer Mixed-Martial-Arts-Kämpfer. Er ist aktueller GMC-Champion im Weltergewicht sowie OKTAGON-Champion im Mittelgewicht. Engizek gilt als einer der erfolgreichsten und reichweitenstärksten MMA-Kämpfer aus Deutschland seiner Generation.

## Leben
Kerim Engizek wurde in Düsseldorf geboren und wuchs ab dem Alter von sieben Jahren gemeinsam mit seinem jüngeren Bruder in einem Kinderheim auf. Die schwierige Kindheit ohne Eltern und ohne stabile finanzielle Grundlage prägte ihn stark.  
Zunächst arbeitete er als Türsteher, bevor er sich mit Anfang 20 vollständig dem Kampfsport widmete. Er tritt im MMA unter türkischer Flagge an.

## Karriere
Engizek begann seine professionelle MMA-Karriere auf kleineren lokalen Veranstaltungen, wo er sich durch frühe Knockout-Siege einen Namen machte. Rasch stieg er zu einem der dominantesten Athleten im deutschen MMA auf. Seit Dezember 2017 ist er Champion der German MMA Championship im Weltergewicht und verteidigte diesen Titel mehrfach erfolgreich.

### OKTAGON MMA
2023 wechselte Engizek zur internationalen Organisation Oktagon MMA. Dort besiegte er im Oktober 2024 bei Oktagon 62 Patrik Kincl und gewann damit den Titel des Oktagon-Mittelgewichtschampions. Mit diesem Erfolg gelang ihm der internationale Durchbruch, da Oktagon zu den größten MMA-Ligen Europas zählt.  
Bekannt ist Engizek für seine explosive Schlagkraft, sein starkes Grappling sowie seine Vielseitigkeit im Stand- und Bodenkampf. Mit einer Bilanz von über 20 Siegen – viele davon durch K.o. – etablierte er sich als führender Athlet seiner Gewichtsklassen. Über neun Jahre blieb er ungeschlagen und prägte damit die deutsche MMA-Szene entscheidend.

### Rolle von Coach Anil
Ein entscheidender Faktor für Engizeks sportliche Weiterentwicklung war die Zusammenarbeit mit seinem langjährigen Trainer Coach Anil. Unter Anils Führung machte Engizek die „großen Sprünge“ in seiner Karriere – insbesondere im taktischen Bereich und im Bodenkampf. In Interviews betont Engizek regelmäßig, dass Anil nicht nur sportlicher Mentor, sondern auch eine wichtige Bezugsperson im persönlichen Umfeld sei.
Engizek trainiert im bekannten UFD Gym in Düsseldorf, das zahlreiche internationale MMA-Profis hervorbrachte.  

## Engagement und Persönliches
Neben dem Sport engagiert sich Engizek sozial, unter anderem für Kinderheime in Düsseldorf, um jungen Menschen in schwierigen Lebenslagen Perspektiven zu eröffnen. Außerdem ist er über Social Media aktiv, produziert Podcasts und nutzt seine Reichweite, um MMA in Deutschland populärer zu machen.  
Sein Vermögen wird 2025 auf rund fünf Millionen Euro geschätzt, womit er zu den wohlhabendsten deutschen MMA-Kämpfern zählt.